# Fabula Magna
Albums de Coronatus
Porta Obscura
(2008) Terra Incognita
(2011)
Fabula Magna est le troisième album du groupe de metal gothique allemand Coronatus, publié le 18 décembre 2009 chez Massacre Records.

## Liste des chansons
Toutes les chansons sont écrites et composées par Coronatus.
| No  | Titre                 | Durée |
| --- | --------------------- | ----- |
| 1.  | Preface               | 1:32  |
| 2.  | Geisterkirche         | 4:35  |
| 3.  | Tantalos              | 3:32  |
| 4.  | Wolfstanz             | 5:16  |
| 5.  | Der Fluch             | 5:24  |
| 6.  | Flying By (Alone)     | 5:03  |
| 7.  | Kristallklares Wasser | 4:22  |
| 8.  | How Far               | 3:56  |
| 9.  | Der Letzte Tanz       | 4:28  |
| 10. | Est Carmen...         | 3:56  |
| 11. | Blind                 | 4:07  |
| 12. | Josy                  | 4:17  |